# Ристо Зердески
Ристо Зердески (на македонска литературна норма: Ристо Зердески), с псевдоним Зерде, е актьор от Социалистическа република Македония.

## Биография
Роден е на 5 август 1906 г. в град Прилеп в семейството на Михаил и Севастия. Семейството му е интернирано в България по време на Балканските войни. През 1920 г. се завръщат в Прилеп, където баща му за кратко е председател на общината. През 1922 г. се записва в първата по рода си школа за филмови актьори. През 1927 г. става съпродуцент и актьор във филма „Тези двамата“. След това поема киното на братя Манаки в Битоля и се занимава с киноразпространителска дейност. През 1932 г. завършва и курс за киноапаратчик. През 1939 г. в киното му „Корзо“ в Битоля избухва пожар, който унищожава единственото копие на филма му. По-късно заминава в Белград да работи. Умира на 1 май 1970 г. в Загреб.